# スペンサー・ウィリアムズ
スペンサー・ウィリアムズ（英語: Spencer Williams、1889年10月14日 - 1965年7月14日）は、アメリカのジャズとポピュラー音楽の作曲家、ピアニスト、歌手である。彼のヒット・ソングには、「ベイズン・ストリート・ブルース」、「She'll Be Comin Around That Mountain」、「アイ・エイント・ガット・ノーバディ」、「ロイヤル・ガーデン・ブルース」、「マホガニー・ホール・ストンプ」、「いい娘をみつけた」、「みんな彼女が好き」、「スクイーズ・ミー」、「Shimmy-Sha-Wobble」、「Boodle Am Shake」、「ティショミンゴ・ブルース」、「Fireworks」、「I Ain't Gonna Give Nobody None of My Jelly Roll」、「ケアレス・ラブ」、「Arkansas Blues」、「When Lights Are Low」、「ダラス・ブルース」、「マイ・マン・オーウォー（My Man o'War）」などがある。

## 経歴
ウィリアムズはルイジアナ州ヴィダリアに生まれた。彼は誕生日をたいてい1889年10月14日だとしていたが、もっと年上だったのかもしれない。ウィリアムズの若い頃を語るにあたり、彼が控えめであったとも論争好きであったとも言われているが、おそらくはストーリーヴィル地区の暗黒街のしがらみとともに成長していったから、というわけであろう。彼はニューオーリンズのセント・チャールズ大学で教育を受けた。
ウィリアムズは1907年からシカゴで演奏していたが、1916年頃にニューヨーク市に引っ越した。ニューヨークに到着した後、ウィリアムズはルイジアナ・ファイブのアントン・ラダ Anton Lada と歌をいくつか合作した。その中の「アーカンソー・ブルース（Arkansas Blues）」は彼のとりわけ人気のある歌のひとつとなり、今日に至ってもなおミュージシャンたちはこの歌を録音している。
第一次世界大戦の頃、ウィリアムズは「スクイーズ・ミー」という歌をファッツ・ウォーラーと共に作曲した。
1925年から1928年にかけて、ウィリアムズはバンドとともにヨーロッパで巡業公演を行っていて、この間にジョセフィン・ベーカーがパリのフォリー・ベルジェールで公演するための歌を書いた。ウィリアムズはその後ニューヨークに戻り数年を過ごした。1932年を最後に、彼はずっとヨーロッパに住み続けることとなり、ロンドンで長年を過ごし、1951年にストックホルムに引っ越してからは、そこが残りの人生のほとんどをすごす場所となった。ウィリアムズはニューヨークに戻ったが、そのすぐ後の1965年7月14日にニューヨーク州フラッシングで他界した。
ウィリアムズは1970年に、ソングライターの殿堂（Songwriters Hall of Fame）入りを果たした。